# Maison à pans de bois (Romenay)
La maison à pans de bois est une maison située en Romenay, dans la région Bourgogne-Franche-Comté et le département de Saône-et-Loire, dans la commune de Romenay.

## Historique
Elle fait l’objet d’un classement au titre des monuments historiques depuis le 9 août 1932.